# Убийства на Уондерленд авеню
Убийства Уондерленд авеню — массовое убийство членов организованной преступной группы в Лос-Анджелесе, известной как банда с авеню Уондерленд, вовлечённой в наркоторговлю кокаином в штате Калифорния в конце 1970-х — начале 1980-х и ответственной за совершение ряда краж, вымогательств и других преступлений. Банду основал американский гангстер Ронни Ли Лэуниуc. Штаб-квартира преступной группы находилась на авеню Уондерденд, которая является частью бульвара Лорел Каньон. 1 июля 1981 года в доме на Уондерленд авеню Лэуниус и трое членов его банды были жестоко убиты. Это массовое убийство широко освещалось в СМИ. Расследование убийства велось больше двух десятилетий и по степени огласки стало одним из самых известных убийств, совершенных на территории Лос-Анджелеса. Особое обстоятельству в расследовании смерти Лэуниуса и членов его банды придает тот факт, что одним из членов преступной группы был известный американский порноактёр Джон Холмс, которому впоследствии были предъявлены обвинения в убийствах.

## Биография Рона Лауниуса
Ронни Ли Лэуниус родился 18 мая 1944 года в городе Шонитаун, штат Иллинойс в семье морского пехотинца. Помимо Рона в семье было ещё двое детей. В конце 1950-х семья переехала в штат Калифорния, где они остановились в городе Стоктон. Вскоре родители Лэуниуса развелись и мать Рона вышла замуж за другого человека. Детство и юность Рона прошло в социально-благополучной обстановке без каких-либо психотравмирующих ситуаций. После окончания средней школы, в июне 1962 года Рон Лэуниус завербовался в армию США и был зачислен в военно-воздушные силы США.
С 1962 года по июнь 1966 года Рональд Лэуниус проходил службу на военных базах, расквартированных на территории штатов Техас и Калифорния. В октябре 1966 года во время войны во Вьетнаме Лэуниус был отправлен для продолжения дальнейшей службы в Таиланд. С 1966 по 1967 год Лэуниус проходил службу на авиабазе Убон в составе 8-го истребительного крыла. Лэуниус не принимал участия в военных действиях и проходил службу в отделе логистики. Во время пребывания в Таиланде Рон начал употреблять наркотические вещества и приобрел опыт в наркоторговле.
После возвращения из Таиланда Лэуниус продолжил военную карьеру на территории США. За время своей карьеры Рональд не имел дисциплинарных взысканий и заслужил репутацию образцового солдата за что получил звание штаб-сержанта. В начале 1970-х Рон Лэуниус начал криминальную карьеру в наркобизнесе. Его военная карьера закончилась в 1972 году по истечении 10 лет службы, когда из-за проблем с законом он был вынужден уволиться из рядов армии США.

## Криминальная карьера Рона Лауниуса
В мае 1974 года Рональд Лэуниус был арестован по обвинению в поставках наркотиков (кокаин, героин) из Мексики в США контрабандным путем. Кроме этого Лэуниусу были предъявлены обвинения в убийстве Гэри Джеймса Мура, который был застрелен 6 июля 1973 года в городе Юба-Сити во время операции по незаконному обороту наркотических средств, прибыль от которой составила 10 000 долларов. Обвинения были предъявлены Лэуниусу и некоему Кэрролу Шериллу, но после гибели ключевого свидетеля обвинения Карла Смита обвинения были сняты и дело до суда не дошло. Тем не менее в конце 1974 года Рональд Лэуниус был осужден за контрабанду наркотических средств и был приговорен к 8 годам лишения свободы, которые он отбывал в тюремном учреждении McNeil Island federal penitentiary в штате Вашингтон.
Находясь в заключении, Рон и его сообщники подали апелляцию, в результате которой Рональд был условно-досрочно освобожден в 1978 году.
После освобождения Лэуниус основал организованную преступную группу и продолжил заниматься наркоторговлей. Членами его банды являлись Уильям Рэймонд ДеВерелл, Дэвид Клей Линд, Трэйси Рэймонд МакКорт, Джой Одри Миллер, Сьюзан Лэуниус и Барбара Ли Эстон Ричардсон. Все члены банды имели криминальное прошлое, Джой Одри Миллер имела 6 арестов, три из которых были по обвинении в наркоторговле. Уильям ДеВерелл в 1950-х 13 раз подвергался аресту за наркоторговлю и имел несколько судимостей. В качестве штаб-квартиры преступная группа выбрала дом, располагавшийся по адресу 8763 Wonderland Avenue, которая арендовала Джой Миллер.
В конце 1970-х Лэуниус начал сотрудничество с известным предпринимателем и криминальным авторитетом Хорасом Маккеной, с чьим именем был связан наибольший расцвет организованной преступности в округе Ориндж. В 1979 году Лэуниус подозревался в убийстве известного спортивного агента и промоутера Виктора Вайса, но доказательств для предъявления обвинений в убийстве не хватило.
В июне 1981 году Лэуниус вместе с сообщниками был арестован во время угона автомобиля. Рональд был отпущен под залог и оставался на свободе во время предварительного расследования. 1 июля 1981 года Лэуниус должен был явиться в суд, где должно было состояться судебное заседание для предъявления ему обвинений, которое так и не состоялось по причине смерти Рональда Лэуниуса

## Развитие событий 1 июля 1981 года
Около 3:00 утра 1 июля 1981 года неизвестное количество неопознанных лиц вошло в таунхаус членов банды и забило тупыми предметами до смерти Рональда Лэуниуса, Уильяма ДеВерелла, Джой Миллер и Барбару Ричардсон, нанеся им всем тяжёлые травмы головы, вызвавшие кровоизлияние в головной мозг, от которого все жертвы избиений скончались. Обе спальни были тщательно обысканы и разграблены. Несмотря на тяжелые повреждения головы жена Рона Лэуниуса Сьюзан выжила и впоследствии стала ключевым свидетелем в деле расследования массового убийства. Остальные члены банды, Дэвид Линд и Трэси Маккорт, отсутствовали в доме во время нападения.
Тела убитых были обнаружены через 12 часов после нападения, и в ходе предварительного расследования было выяснено, что в ночь совершения убийств несколько свидетелей слышали крики, которые проигнорировали в связи с тем, что погибшие вели праздный образ жизни. Это массовое убийство по степени жестокости впоследствии стали ассоциировать с убийствами Шерон Тэйт и семьи Ла-Бьянка, совершенными членами секты «Семья» в 1969 году.
Незадолго до гибели, у Рональда Лэуниуса были выявлены сердечная недостаточность, проблемы с печенью, сыпь и парезы в конечностях. Ряд родственников в том числе его мать, после смерти Рональда заявили, что во время службы в Таиланде Рон подвергся воздействию химиката Агент «оранж», который вызывает онкологические заболевания и генетические мутации. Соответствующий иск о возмещении вреда здоровью Лэуниус подал в январе 1981 года против министерства обороны США. Весной 1981 года Рональд Лэуниус проходил серию медобследований в «Госпитале для ветеранов войн», расположенном в городе Ливермор которую не завершил

## Расследование
В ходе расследования было выявлено, что одним из членов банды являлся известный в прошлом порноактер Джон Холмс. К тому времени карьера Холмса пошла на спад, он был мало востребован, непопулярен, испытывал материальные трудности и страдал наркозависимостью. Холмс сотрудничал с Роном Лэуниусом и состоял в дружеских отношениях с рядом предпринимателей Лос-Анджелеса. Выжившие члены банды Дэвид Линд, Трэйси Маккоурт и Сьюзан Лэуниус вскоре начали давать показания, согласно которому Холмс к лету задолжал крупную сумму Рональду Лэуниусу, Уильяму ДеВереллу и ряду знакомых из сферы кинопроизводства. Чтобы расплатиться с долгами и решить материальные проблемы, Холмс предложил членам преступной группы совершить ограбление одного из своих друзей-предпринимателей, 52-летнего Эдди Нэша, который был владельцем нескольких ночных клубов и занимался наркоторговлей.
29 июня 1981 года Джон Холмс, будучи близким другом Нэша, посетил его дом и оставил незапертой одну из входных дверей, после чего покинул дом с целью снять с себя подозрения. Через несколько часов, Рон Лэуниус и члены его банды совершили проникновение на территорию домовладения Эдди Нэша, связали его и его телохранителя Грегори Дайлза, после чего в ходе тщательного обыска похитили из дома Нэша оружие, более 10 000 долларов, ювелирные ценности, крупные партии героина и кокаина и около 5000 таблеток
метаквалона.
В ограблении принимали участие Рон Лэниус, Дэвид Линд, Уильям Деревелл и Трэйси Маккорт. После возвращения на Wonderland Avenue преступники поделили прибыль и рассказали о том, как развивались события, Джону Холмсу. В ходе осмотра места преступления Полицией были обнаружены отпечатки пальцев Джона Холмса на различных частях тел убитых. Полиция предположила, что мотивом массового убийства послужила месть Эдди Нэша после того, как он вынудил сознаться Холмса в организации ограбления его собственного дома. На основании показаний Линда, Маккоурта, Сьюзан Лэуниус и ряда других доказательств, Джон Холмс был объявлен в розыск, но ему удалось скрыться. Эдди Нэш и Грег Дайлс были арестованы 10 июля 1981 года в ходе полицейского рейда по устранению незаконного оборота наркотиков. Во время обыска в доме Нэша были найдены наркотические вещества, но вскоре оба преступников были отпущены под залог. В ноябре 1981 в ходе повторного рейда в доме Нэша сотрудники правоохранительных органов обнаружили около 2 фунтов кокаина, в связи с чем Нэш и Дайлс были этапированы в окружную тюрьму.
Джон Холмс был арестован 4 декабря 1981 года в штате Флорида и был экстрадирован обратно в Калифорнию, где 9 декабря 1981 года ему были предъявлены обвинения в совершении четырёх убийств

## Последующие события
После ареста Джон Холмс был допрошен. В ходе допроса под давлением улик и доказательств, изобличающих его участие в массовом убийстве, Холмс сознался в том, что из-за угрозы убийством был вынужден рано утром 1 июля 1981 года привести наёмных убийц в дом на Wonderland Avenue, где находились Рон Лэуниус и члены его преступной группы, но категорически отказался признать свою вину в убийствах. В конечном счёте Джону Холмсу были предъявлены обвинения в четырёх убийствах и в причинении тяжкого вреда здоровью. Суд над Холмсом начался 3 февраля 1982 года. В апреле 1982 года Холмсу было предложено пойти на совершение сделки с правосудием путем признания вины в обмен за отмену смертного приговора в отношении самого себя, но Холмс отказался.
Несмотря на то, что адвокаты Холмса не вызвали в качестве свидетелей защиты ни одного человека, в то время как на судебных заседаниях показания против Джона Холмса давали Дэвид Линд и Трэси Маккорт, 25 июня 1982 года Холмс вердиктом жюри присяжным после трёхдневного совещания был признан невиновным по всем пунктам обвинения из-за недостатка доказательств непосредственного участия в массовой бойне. Сьюзан Лауниус, единственная выжившая жертва нападения, заявила на судебном процессе, что Холмса среди убийц не было.
Эдди Нэш также был подозреваемым в убийстве Рона Лэуниуса, но никаких обвинений ему предъявлено не было несмотря на то, что во время суда над Холмсом полицейский Том Лэнг дал показания против Холмса и Нэша, заявив, что Джон Холмс в качестве непосредственного заказчика убийств указал на Эдди Нэша. Тем не менее Нэш и Дайлс были осуждены за хранение и распространение наркотиков в 1982 году, Эдди Нэш в качестве наказания получил 8 лет лишения свободы, но был условно-досрочно освобождён и вышел на свободу в 1984 году.
Очередной виток расследования убийства Рона Лэуниуса и членов его банды произошёл в 1988 году после появления новых свидетелей преступления. В апреле 1988 года жена Джона Холмса, который умер от последствий СПИДА 13 марта 1988 года, заявила, что ещё в июле 1981 года Холмс признался ей в том, что под угрозой убийством привел трех наемных убийц в дом Рона Лэуниуса и под принуждением был вынужден наблюдать за тяжким избиением всех жильцов дома. Все это привело к тому, что 8 сентября 1988 года Эдди Нэш и его бывший телохранитель Грегори Дайлс были арестованы по обвинению в четырёх убийствах и в причинению тяжкого вреда здоровью
Суд над Нэшем и Дайлсом начался в марте 1990 года. Ключевым свидетелем в деле обвинения стал 32-летний наркоторговец Скот Торсон, который был близким другом Эдди Нэша и сотрудничал с ним в начале 1980-х. Согласно показаниям Торсона, Нэш угрожал Холмсу убийством и членам его семьи, вынудил его дать признательные показания в организации ограбления своего дома и организовал массовое убийство в качестве мести за причинённый ему ущерб. Грегори Дайлс, согласно показаниям Торсона был одним из непосредственных исполнителей убийств. Также в суд явились Дэвид Линд и Трэси Маккорт, который в очередной поведали суду о том, как развивались события в конце июня 1981 года во время планирования ограбления дома Эдди Нэша
В мае 1990 года мнения членов жюри присяжных заседателей о виновности Нэша разделились. Судебный процесс продлился до 18 января 1991 года, когда из-за недостатка доказательств Эдди Нэш и Грегори Дайлс были оправданы. Дэвид Линд и ряд других свидетелей были признаны наркозависимыми и их показания суд сочел неубедительными.
Расследование убийства Рона Лэниуса и членов его преступной было возобновлено только лишь в 2000 году, когда вскрылись обстоятельства факта подкупа Эдди Нэшем ряда присяжных заседателей на своем процессе в 1990 году.
На судебном процессе Нэш признал факт взятки, повлиявшей на окончательный вердикт присяжных, позволивший ему избежать смертного приговора в 1990 году и в 2001 году в обмен за отмену смертного приговора в отношения себя самого заключил с правосудием соглашение о признании вины. Эдди Нэш признал себя виновным в организации убийства Рональда Лэуниуса, Уильяма ДеВерелла, Барбары Ричардсон, Джой Миллер и получил в качестве наказания 4 года лишения свободы. Второму подозреваемому Грегори Дьюитту Дайлсу никаких обвинений предъявлено не было, потому как Дайл умер в 1997 году от цирроза печени. Дэвид Линд, принимавший непосредственное участие в ограблении дома Эдди Нэша — умер в ноябре 1995 года от передозировки героина. Последний член банды Рональда Лэуниуса — Трэйси Маккорт, чья роль в преступных деяниях была незначительна — умер в октябре 2006 года. Эдди Нэш умер в августе 2014 года в возрасте 85 лет.

## В массовой культуре
История жизни и смерти Рональда Лэуниуса и членов его банды стала объектом исследований для ряда авторов. Помимо документальных фильмов, посвященных массовому убийству, совершенном на авеню Wonderland, в 2003 году был снят художественный фильм Уондерлэнд, с Джошем Лукасом в роли Рона Лэуниуса и Вэлом Килмером в роли Джона Холмса, посвященный событиям лета 1981 года